# Дэвис, Майк (баскетболист)
Майкл «Майк» Дэвис (англ. Michael A. "Mike" Davis; родился 26 июля 1946, Бруклин, Нью-Йорк) — американский профессиональный баскетболист.

## Карьера игрока
Играл на позиции атакующего защитника. Учился в Объединённом университете Виргинии, в 1969 году был выбран на драфте НБА под 14-м номером командой «Балтимор Буллетс». Позже выступал за команды «Баффало Брейвз» и «Мемфис Тэмс» (АБА). Всего в НБА провёл неполных 4 сезона. Включался в 1-ю сборную новичков НБА (1970). Всего за карьеру в НБА сыграл 204 игры, в которых набрал 2189 очков (в среднем 10,7 за игру), сделал 470 подборов и 365 передач.
Последний сезон, и то неполный, своей профессиональной карьеры Дэвис провёл в АБА, выступая за команду «Мемфис Тэмс», за которую сыграл 38 игр, в которых набрал 254 очка (в среднем 6,7 за игру), сделал 41 подбор и 47 передач.

## Статистика

### Статистика в НБА
| Сезон                                                                                    | Команда  | Регулярный сезон | Регулярный сезон | Регулярный сезон | Регулярный сезон | Регулярный сезон | Регулярный сезон | Регулярный сезон | Регулярный сезон | Регулярный сезон | Регулярный сезон | Регулярный сезон | Серия плей-офф | Серия плей-офф | Серия плей-офф | Серия плей-офф | Серия плей-офф | Серия плей-офф | Серия плей-офф | Серия плей-офф | Серия плей-офф | Серия плей-офф | Серия плей-офф |
| Сезон                                                                                    | Команда  | GP               | GS               | MPG              | FG%              | 3P%              | FT%              | RPG              | APG              | SPG              | BPG              | PPG              | GP             | GS             | MPG            | FG%            | 3P%            | FT%            | RPG            | APG            | SPG            | BPG            | PPG            |
| ---------------------------------------------------------------------------------------- | -------- | ---------------- | ---------------- | ---------------- | ---------------- | ---------------- | ---------------- | ---------------- | ---------------- | ---------------- | ---------------- | ---------------- | -------------- | -------------- | -------------- | -------------- | -------------- | -------------- | -------------- | -------------- | -------------- | -------------- | -------------- |
| 1969/70                                                                                  | Балтимор | 56               |                  | 23,8             | 44,4             |                  | 77,6             | 2,3              | 2,0              |                  |                  | 11,9             | Не участвовал  | Не участвовал  | Не участвовал  | Не участвовал  | Не участвовал  | Не участвовал  | Не участвовал  | Не участвовал  | Не участвовал  | Не участвовал  | Не участвовал  |
| 1970/71                                                                                  | Баффало  | 73               |                  | 22,2             | 41,0             |                  | 76,0             | 2,6              | 2,1              |                  |                  | 11,4             | Не участвовал  | Не участвовал  | Не участвовал  | Не участвовал  | Не участвовал  | Не участвовал  | Не участвовал  | Не участвовал  | Не участвовал  | Не участвовал  | Не участвовал  |
| 1971/72                                                                                  | Баффало  | 62               |                  | 17,2             | 42,5             |                  | 76,7             | 1,9              | 1,3              |                  |                  | 9,1              | Не участвовал  | Не участвовал  | Не участвовал  | Не участвовал  | Не участвовал  | Не участвовал  | Не участвовал  | Не участвовал  | Не участвовал  | Не участвовал  | Не участвовал  |
| 1972/73                                                                                  | Балтимор | 13               |                  | 21,8             | 42,4             |                  | 92,0             | 2,7              | 1,5              |                  |                  | 9,5              | Не участвовал  | Не участвовал  | Не участвовал  | Не участвовал  | Не участвовал  | Не участвовал  | Не участвовал  | Не участвовал  | Не участвовал  | Не участвовал  | Не участвовал  |
|                                                                                          | Всего    | 204              |                  | 21,1             | 42,4             |                  | 77,2             | 2,3              | 1,8              |                  |                  | 10,7             | Не участвовал  | Не участвовал  | Не участвовал  | Не участвовал  | Не участвовал  | Не участвовал  | Не участвовал  | Не участвовал  | Не участвовал  | Не участвовал  | Не участвовал  |
| Наведите курсор мыши на аббревиатуры в заголовке таблицы, чтобы прочесть их расшифровку. |          |                  |                  |                  |                  |                  |                  |                  |                  |                  |                  |                  |                |                |                |                |                |                |                |                |                |                |                |